# Championnat d'Europe féminin de handball 2012
Navigation
Danemark & Norvège 2010 Hongrie & Croatie 2014
La 10e édition du Championnat d'Europe féminin de handball se déroule du 4 au 16 décembre 2012 en Serbie en remplacement des Pays-Bas qui ont renoncé à organiser la compétition.
Après une série de quatre victoires consécutives de 2004 à 2010, la Norvège finit par tomber face à une incroyable escouade monténégrine revancharde après sa défaite en finale des Jeux olympiques de Londres, face à cette même Norvège. Porté par sa sérial-buteuse Katarina Bulatović et sa star Bojana Popović, le Monténégro remporte la finale la plus indécise de l'histoire, 34 à 31 après 2 prolongations. Il s'agit du premier titre international pour le Monténégro, tous sports collectifs confondus La Norvégienne Anja Hammerseng-Edin est tout de même élue MVP. Le pays hôte, la Serbie, lutte jusqu'à la prolongation mais c'est bien la Hongrie qui décroche le bronze 41 à 38.

## Présentation

### Choix du pays hôte
Lors du congrès de l'EHF du 27 septembre 2008, les Pays-Bas ont été élus pays hôte de la compétition, devançant l'Ukraine au deuxième tour de scrutin tandis que l'Allemagne et la Serbie ont retiré leur candidature lors du congrès.
Cependant, le 4 juin 2012, la Fédération néerlandaise de handball a annoncé qu'elle n'était pas en mesure d'organiser le Championnat d'Europe,. Sans donner d'autres explications, les organisateurs mettent en avant l'apparition de coûts imprévus (notamment la mise en conformité de certaines installations) au budget prévisionnel. Le tirage au sort initialement prévu 2 jours plus tard à Rotterdam est donc annulé.
Dès le lendemain, l'EHF relance un processus de sélection des hôtes. Dix nations avaient manifesté leur intérêt pour l'organisation de la compétition : la Croatie, le Danemark, l'Islande, la Macédoine, la Norvège, la Pologne, la Russie, la Serbie, la Slovaquie et la Suède, la Roumanie ajoutant sa candidature le lendemain.
Le 18 juin 2012, c'est finalement la Serbie, qui a déjà organisé le Championnat d'Europe masculin de handball 2012 5 mois plus tôt, qui est choisie comme nouvel organisateur de la compétition,

### Villes hôtes
Le championnat d'Europe 2012 se déroule dans les mêmes villes que l'Euro masculin onze mois plus tôt :
| Vršac                                         | Niš                                          | \| Belgrade Niš Vršac Novi Sad \| |
| Centar Milenijum Capacité : 4 000 places      | Sportski centar Čair Capacité : 5 000 places | \| Belgrade Niš Vršac Novi Sad \| |
|                                               |                                              | \| Belgrade Niš Vršac Novi Sad \| |
| Novi Sad                                      | Belgrade                                     | \| Belgrade Niš Vršac Novi Sad \| |
| Centre sportif SPENS Capacité : 11 500 places | Belgrade Arena Capacité : 23 000 places      | \| Belgrade Niš Vršac Novi Sad \| |
|                                               |                                              | \| Belgrade Niš Vršac Novi Sad \| |
| Belgrade Niš Vršac Novi Sad                   |                                              |                                   |

### Qualifications
Suivant le nouvel exemple de qualification mis en place à partir du Championnat d'Europe féminin de handball 2010, toutes les équipes doivent jouer les matchs de qualification sauf le pays organisateur (Pays-Bas) et le tenant du titre (Norvège). Les matchs de qualifications sont disputés de septembre 2011 à mai 2012 et ont permis de qualifier les 14 autres équipes.
Toutefois, en conséquence du désistement des Pays-Bas :
- les Pays-Bas sont disqualifiés,
- la Serbie est qualifiée d'office,
- la place qualificative de la Serbie est attribué au meilleur troisième : avec 6 pts et une différence de buts +17, l'Islande fait alors mieux que la Pologne qui a 6 pts et +6.

Ainsi, les 16 équipes qualifiées sont :
| Pays qualifiés                   | Date de qualification | Apparition(s) précédente(s) dans la compétition             | Meilleurs résultats                                                                       |
| -------------------------------- | --------------------- | ----------------------------------------------------------- | ----------------------------------------------------------------------------------------- |
| Serbie : pays organisateur.      | 27 septembre 2008     | 6 : 2000, 2002, 2004, 2006, 2008 et 2010.                   | 6e en 2002, 7e en 2000.                                                                   |
| Norvège : tenant du titre.       | 19 décembre 2010      | 9 : 1994, 1996, 1998, 2000, 2002, 2004, 2006, 2008 et 2010. | 1er en 1998, en 2004, en 2006, en 2008 et en 2010. · 2e en 1996 et en 2002. · 3e en 1994. |
| Croatie : vainqueur groupe 6.    | 24 mars 2012          | 6 : 1994, 1996, 2004, 2006, 2008 et 2010.                   | 5e en 1994, 6e en 1996, 7e en 2006.                                                       |
| Suède : vainqueur groupe 5.      | 25 mars 2012          | 7 : 1994, 1996, 2002, 2004, 2006, 2008 et 2010.             | 2e en 2010. · 6e en 2006.                                                                 |
| Rép. tchèque : second groupe 5.  | 25 mars 2012          | 3 : 1994, 2002, 2004.                                       | 8e en 1994 et en 2002.                                                                    |
| Allemagne : vainqueur groupe 1.  | 30 mai 2012           | 9 : 1994, 1996, 1998, 2000, 2002, 2004, 2006, 2008 et 2010. | 2e en 1994. · 4e en 1996, en 2006 et en 2008.                                             |
| Hongrie : second groupe 1.       | 30 mai 2012           | 9 : 1994, 1996, 1998, 2000, 2002, 2004, 2006, 2008 et 2010. | 1er en 2000 · 3e en 1998 et en 2004.                                                      |
| Roumanie : vainqueur groupe 2.   | 30 mai 2012           | 8 : 1994, 1996, 1998, 2000, 2002, 2004, 2008 et 2010.       | 3e en 2010.                                                                               |
| France : vainqueur groupe 4.     | 30 mai 2012           | 6 : 2000, 2002, 2004, 2006, 2008 et 2010.                   | 3e en 2002 et en 2006 · 5e en 2000 et en 2010.                                            |
| Danemark : second groupe 6.      | 2 juin 2012           | 9 : 1994, 1996, 1998, 2000, 2002, 2004, 2006, 2008 et 2010. | 1er en 1994, 1996, 2002. · 2e en 1998 et en 2004.                                         |
| Espagne : second groupe 7.       | 2 juin 2012           | 6 : 1998, 2002, 2004, 2006, 2008 et 2010.                   | 2e en 2008 · 8e en 2004.                                                                  |
| Ukraine : vainqueur groupe 7.    | 3 juin 2012           | 9 : 1994, 1996, 1998, 2000, 2002, 2004, 2006, 2008 et 2010. | 2e en 2000.                                                                               |
| Macédoine : second groupe 4.     | 3 juin 2012           | 4 : 1998, 2000, 2006 et 2008.                               | 7e en 2008. 8e en 1998 et en 2000.                                                        |
| Monténégro : vainqueur groupe 3. | 3 juin 2012           | 1 : 2010.                                                   | 6e en 2010.                                                                               |
| Russie : second groupe 6.        | 3 juin 2012           | 9 : 1994, 1996, 1998, 2000, 2002, 2004, 2006, 2008 et 2010. | 2e en 2006. · 3e en 2000 et en 2008.                                                      |
| Islande : meilleur 3e.           | 18 juin 2012          | 1 : 2010.                                                   | 15e en 2010.                                                                              |

### Modalités
Lors du tour préliminaire, les 16 équipes qualifiées sont réparties en quatre poules de quatre : les trois premières équipes de chaque poule sont qualifiées pour le tour principal et conservent les résultats acquis lors du tour préliminaire entre elles. Lors du tour principal, les 12 équipes sont divisées en deux poules de six : les deux premières équipes de chaque poule jouent les demi-finales tandis que les deux troisièmes disputent le match pour la 5e et 6e place.
En cas d'égalité de points entre plusieurs équipes lors du tour préliminaire ou principal, les équipes sont départagées selon :
1. le nombre de points particulier,
2. le goal-average particulier,
3. le nombre de buts marqués particulier,
4. le goal-average général,
5. le nombre de buts marqués général.

## Tour préliminaire
Légende :
- Qualification pour le tour principal
- Élimination

### Poule A (Belgrade)
|   | Équipe       | Pts | J | G | N | P | Bp | Bc | Diff |
| - | ------------ | --- | - | - | - | - | -- | -- | ---- |
| 1 | Norvège      | 6   | 3 | 3 | 0 | 0 | 67 | 62 | 5    |
| 2 | Serbie       | 4   | 3 | 2 | 0 | 1 | 79 | 75 | 4    |
| 3 | Rép. tchèque | 2   | 3 | 1 | 0 | 2 | 68 | 71 | -3   |
| 4 | Ukraine      | 0   | 3 | 0 | 0 | 3 | 62 | 68 | -6   |

| Date             | Équipe 1     | Score   | Équipe 2     |
| ---------------- | ------------ | ------- | ------------ |
| 4 décembre 17h15 | Ukraine      | 22 – 25 | Rép. tchèque |
| 4 décembre 20h15 | Norvège      | 28 – 26 | Serbie       |
| 6 décembre 18h15 | Serbie       | 25 – 23 | Ukraine      |
| 6 décembre 20h15 | Rép. tchèque | 19 – 21 | Norvège      |
| 8 décembre 18h15 | Norvège      | 18 – 17 | Ukraine      |
| 8 décembre 20h15 | Serbie       | 28 – 24 | Rép. tchèque |

### Poule B (Niš)
|   | Équipe    | Pts | J | G | N | P | Bp | Bc | Diff | Dép |
| - | --------- | --- | - | - | - | - | -- | -- | ---- | --- |
| 1 | France    | 4   | 3 | 2 | 0 | 1 | 80 | 61 | 19   | +6  |
| 2 | Danemark  | 4   | 3 | 2 | 0 | 1 | 91 | 84 | 7    | 0   |
| 3 | Suède     | 4   | 3 | 2 | 0 | 1 | 70 | 65 | 5    | -6  |
| 4 | Macédoine | 0   | 3 | 0 | 0 | 3 | 61 | 92 | -31  | /   |

| Date             | Équipe 1  | Score   | Équipe 2  |
| ---------------- | --------- | ------- | --------- |
| 4 décembre 18h15 | France    | 29 – 16 | Macédoine |
| 4 décembre 20h15 | Suède     | 27 – 26 | Danemark  |
| 6 décembre 18h15 | Macédoine | 15 – 26 | Suède     |
| 6 décembre 20h15 | Danemark  | 28 – 27 | France    |
| 8 décembre 18h15 | Suède     | 17 – 24 | France    |
| 8 décembre 20h15 | Danemark  | 37 – 30 | Macédoine |

### Poule C (Novi Sad)
|   | Équipe    | Pts | J | G | N | P | Bp | Bc | Diff | Dép |
| - | --------- | --- | - | - | - | - | -- | -- | ---- | --- |
| 1 | Hongrie   | 4   | 3 | 2 | 0 | 1 | 83 | 80 | 3    | +1  |
| 2 | Espagne   | 4   | 3 | 2 | 0 | 1 | 79 | 73 | 6    | -1  |
| 3 | Allemagne | 2   | 3 | 1 | 0 | 2 | 58 | 63 | -5   | +1  |
| 4 | Croatie   | 2   | 3 | 1 | 0 | 2 | 65 | 69 | -4   | -1  |

| Date             | Équipe 1  | Score   | Équipe 2  |
| ---------------- | --------- | ------- | --------- |
| 4 décembre 18h15 | Allemagne | 20 – 23 | Espagne   |
| 4 décembre 20h15 | Croatie   | 28 – 27 | Hongrie   |
| 5 décembre 18h15 | Espagne   | 25 – 21 | Croatie   |
| 5 décembre 20h15 | Hongrie   | 24 – 21 | Allemagne |
| 7 décembre 18h15 | Hongrie   | 32 – 31 | Espagne   |
| 7 décembre 20h15 | Croatie   | 16 – 17 | Allemagne |

### Poule D (Vršac)
|   | Équipe     | Pts | J | G | N | P | Bp | Bc | Diff | Dép |
| - | ---------- | --- | - | - | - | - | -- | -- | ---- | --- |
| 1 | Monténégro | 6   | 3 | 3 | 0 | 0 | 79 | 63 | 16   | /   |
| 2 | Russie     | 3   | 3 | 1 | 1 | 1 | 78 | 72 | 6    | +6  |
| 3 | Roumanie   | 3   | 3 | 1 | 1 | 1 | 63 | 63 | 0    | 0   |
| 4 | Islande    | 0   | 3 | 0 | 0 | 3 | 56 | 78 | -22  | /   |

| Date             | Équipe 1   | Score   | Équipe 2   |
| ---------------- | ---------- | ------- | ---------- |
| 4 décembre 18h05 | Monténégro | 26 – 16 | Islande    |
| 4 décembre 20h15 | Roumanie   | 21 – 21 | Russie     |
| 5 décembre 18h05 | Russie     | 27 – 30 | Monténégro |
| 5 décembre 20h15 | Islande    | 19 – 22 | Roumanie   |
| 7 décembre 18h05 | Russie     | 30 – 21 | Islande    |
| 7 décembre 20h15 | Roumanie   | 20 – 23 | Monténégro |

## Tour principal
Légende :
- Qualification pour les demi-finales
- Qualification pour le match pour la 5e place
- Élimination

### Poule I (Belgrade)
|   | Équipe       | Pts | J | G | N | P | Bp  | Bc  | Diff |
| - | ------------ | --- | - | - | - | - | --- | --- | ---- |
| 1 | Norvège      | 8   | 5 | 4 | 0 | 1 | 140 | 124 | 16   |
| 2 | Serbie       | 7   | 5 | 3 | 1 | 1 | 124 | 118 | 6    |
| 3 | Danemark     | 6   | 5 | 3 | 0 | 2 | 148 | 146 | 2    |
| 4 | Suède        | 5   | 5 | 2 | 1 | 2 | 127 | 127 | 0    |
| 5 | France       | 4   | 5 | 2 | 0 | 3 | 111 | 115 | -4   |
| 6 | Rép. tchèque | 0   | 5 | 0 | 0 | 5 | 121 | 141 | -20  |

| Date              | Équipe 1     | Score   | Équipe 2 |
| ----------------- | ------------ | ------- | -------- |
| 10 décembre 16h10 | Rép. tchèque | 30 – 33 | Danemark |
| 10 décembre 18h10 | Norvège      | 30 – 19 | France   |
| 10 décembre 20h10 | Serbie       | 23 – 23 | Suède    |
| 11 décembre 16h10 | Rép. tchèque | 22 – 24 | France   |
| 11 décembre 18h10 | Norvège      | 28 – 25 | Suède    |
| 11 décembre 20h10 | Serbie       | 29 – 26 | Danemark |
| 13 décembre 16h10 | Rép. tchèque | 26 – 35 | Suède    |
| 13 décembre 18h10 | Serbie       | 18 – 17 | France   |
| 13 décembre 20h10 | Norvège      | 33 – 35 | Danemark |

| 10 décembre 2012 16 h 10 | Rép. tchèque              | 30 – 33       | Danemark              | Belgrade Arena, Belgrade Affluence : 400 Arbitrage : Florescu, Duţă |
| 10 décembre 2012 16 h 10 | Knedlíková, Kutlvašrová 6 | (12-13)       | Ann Grete Nørgaard 10 | Belgrade Arena, Belgrade Affluence : 400 Arbitrage : Florescu, Duţă |
| 10 décembre 2012 16 h 10 | ×4                        | [PDF] Rapport | ×4 ×2                 | Belgrade Arena, Belgrade Affluence : 400 Arbitrage : Florescu, Duţă |

| 10 décembre 2012 18 h 10 | Norvège              | 30 – 19       | France           | Belgrade Arena, Belgrade Affluence : 500 Arbitrage : Marín, García |
| 10 décembre 2012 18 h 10 | Linn Jørum Sulland 7 | (14-10)       | Paule Baudouin 5 | Belgrade Arena, Belgrade Affluence : 500 Arbitrage : Marín, García |
| 10 décembre 2012 18 h 10 | ×3 ×5                | [PDF] Rapport | ×3 ×2            | Belgrade Arena, Belgrade Affluence : 500 Arbitrage : Marín, García |

| 10 décembre 2012 20 h 10 | Serbie          | 23 – 23       | Suède               | Belgrade Arena, Belgrade Affluence : 5 000 Arbitrage : Stoļarovs, Līcis |
| 10 décembre 2012 20 h 10 | Sanja Rajović 5 | (13-14)       | Linnea Torstenson 8 | Belgrade Arena, Belgrade Affluence : 5 000 Arbitrage : Stoļarovs, Līcis |
| 10 décembre 2012 20 h 10 | ×2              | [PDF] Rapport | ×2                  | Belgrade Arena, Belgrade Affluence : 5 000 Arbitrage : Stoļarovs, Līcis |

| 11 décembre 2012 16 h 10 | Rép. tchèque       | 22 – 24       | France           | Belgrade Arena, Belgrade Affluence : 800 Arbitrage : Brehmer, Skowronek |
| 11 décembre 2012 16 h 10 | Romana Chrenková 4 | (10-14)       | Camille Ayglon 6 | Belgrade Arena, Belgrade Affluence : 800 Arbitrage : Brehmer, Skowronek |
| 11 décembre 2012 16 h 10 | ×4 ×2              | [PDF] Rapport | ×3 ×2            | Belgrade Arena, Belgrade Affluence : 800 Arbitrage : Brehmer, Skowronek |

| 11 décembre 2012 18 h 10 | Norvège     | 28 – 25       | Suède               | Belgrade Arena, Belgrade Affluence : 1 200 Arbitrage : Horvárth, Márton |
| 11 décembre 2012 18 h 10 | Anja Edin 9 | (12–14)       | Isabelle Gulldén 10 | Belgrade Arena, Belgrade Affluence : 1 200 Arbitrage : Horvárth, Márton |
| 11 décembre 2012 18 h 10 | ×3 ×2       | [PDF] Rapport | ×3                  | Belgrade Arena, Belgrade Affluence : 1 200 Arbitrage : Horvárth, Márton |

| 11 décembre 2012 20 h 10 | Serbie              | 29 – 26       | Danemark          | Belgrade Arena, Belgrade Affluence : 5 000 Arbitrage : Marín, García |
| 11 décembre 2012 20 h 10 | Sanja Damnjanović 8 | (16 - 14)     | Stine Jørgensen 5 | Belgrade Arena, Belgrade Affluence : 5 000 Arbitrage : Marín, García |
| 11 décembre 2012 20 h 10 | ×4 ×6               | [PDF] Rapport | ×2 ×6             | Belgrade Arena, Belgrade Affluence : 5 000 Arbitrage : Marín, García |

| 13 décembre 2012 16 h 10 | Rép. tchèque       | 26 – 35       | Suède              | Belgrade Arena, Belgrade Affluence : 1 500 Arbitrage : Florescu, Duţă |
| 13 décembre 2012 16 h 10 | Romana Chrenková 7 | (14 - 14)     | Hanna Fogelström 7 | Belgrade Arena, Belgrade Affluence : 1 500 Arbitrage : Florescu, Duţă |
| 13 décembre 2012 16 h 10 | ×3 ×1              | [PDF] Rapport | ×3                 | Belgrade Arena, Belgrade Affluence : 1 500 Arbitrage : Florescu, Duţă |

| 13 décembre 2012 18 h 10 | Serbie          | 18 – 17      | France            | Belgrade Arena, Belgrade Affluence : 8 000 Arbitrage : Gousko, Repkin |
| 13 décembre 2012 18 h 10 | Sanja Rajović 5 | (10 - 6)     | Mariama Signaté 4 | Belgrade Arena, Belgrade Affluence : 8 000 Arbitrage : Gousko, Repkin |
| 13 décembre 2012 18 h 10 | ×3 ×2           | [PDF]Rapport | ×4 ×6             | Belgrade Arena, Belgrade Affluence : 8 000 Arbitrage : Gousko, Repkin |

| 13 décembre 2012 20 h 10 | Norvège           | 33 – 35       | Danemark   | Belgrade Arena, Belgrade Affluence : 2 500 Arbitrage : Horvárth, Márton |
| 13 décembre 2012 20 h 10 | Sulland, Alstad 6 | (17 - 15)     | Burgaard 8 | Belgrade Arena, Belgrade Affluence : 2 500 Arbitrage : Horvárth, Márton |
| 13 décembre 2012 20 h 10 | ×3                | [PDF] Rapport | ×3         | Belgrade Arena, Belgrade Affluence : 2 500 Arbitrage : Horvárth, Márton |

### Poule II (Novi Sad)
|   | Équipe     | Pts | J | G | N | P | Bp  | Bc  | Diff | Dép |
| - | ---------- | --- | - | - | - | - | --- | --- | ---- | --- |
| 1 | Monténégro | 8   | 5 | 4 | 0 | 1 | 128 | 123 | 5    | /   |
| 2 | Hongrie    | 6   | 5 | 3 | 0 | 2 | 132 | 130 | 2    | /   |
| 3 | Russie     | 5   | 5 | 1 | 3 | 1 | 130 | 127 | 3    | 130 |
| 4 | Allemagne  | 5   | 5 | 2 | 1 | 2 | 119 | 116 | 3    | 119 |
| 5 | Roumanie   | 3   | 5 | 1 | 1 | 3 | 114 | 120 | -6   | +5  |
| 6 | Espagne    | 3   | 5 | 1 | 1 | 3 | 128 | 135 | -7   | -5  |

| Date              | Équipe 1  | Score   | Équipe 2   |
| ----------------- | --------- | ------- | ---------- |
| 9 décembre 16h15  | Espagne   | 26 – 31 | Roumanie   |
| 9 décembre 18h15  | Hongrie   | 26 – 28 | Monténégro |
| 9 décembre 20h15  | Allemagne | 26 – 26 | Russie     |
| 11 décembre 16h15 | Espagne   | 25 – 25 | Russie     |
| 11 décembre 18h15 | Allemagne | 27 – 20 | Monténégro |
| 11 décembre 20h15 | Hongrie   | 25 – 19 | Roumanie   |
| 13 décembre 16h15 | Espagne   | 23 – 27 | Monténégro |
| 13 décembre 18h15 | Allemagne | 25 – 23 | Roumanie   |
| 13 décembre 20h15 | Hongrie   | 25 – 31 | Russie     |

| 9 décembre 2012 16 h 15 | Espagne                          | 26 – 31      | Roumanie                      | Centre sportif SPENS, Novi Sad Affluence : 700 Arbitrage : Charlotte et Julie Bonaventura |
| 9 décembre 2012 16 h 15 | Begoña Fernández, Marta Mangué 5 | (12 - 15)    | Cristina Neagu, Iulia Curea 7 | Centre sportif SPENS, Novi Sad Affluence : 700 Arbitrage : Charlotte et Julie Bonaventura |
| 9 décembre 2012 16 h 15 | ×4 ×3                            | [PDF]Rapport | ×2 ×1                         | Centre sportif SPENS, Novi Sad Affluence : 700 Arbitrage : Charlotte et Julie Bonaventura |

| 9 décembre 2012 18 h 15 | Hongrie            | 26 – 28      | Monténégro          | Centre sportif SPENS, Novi Sad Affluence : 1 500 Arbitrage : Opava, Válek |
| 9 décembre 2012 18 h 15 | Zita Szucsánszki 8 | (9 - 15)     | Jovanka Radičević 9 | Centre sportif SPENS, Novi Sad Affluence : 1 500 Arbitrage : Opava, Válek |
| 9 décembre 2012 18 h 15 | ×3 ×1              | [PDF]Rapport | ×2 ×5 ×2            | Centre sportif SPENS, Novi Sad Affluence : 1 500 Arbitrage : Opava, Válek |

| 9 décembre 2012 20 h 15 | Allemagne         | 26 – 26      | Russie             | Centre sportif SPENS, Novi Sad Affluence : 600 Arbitrage : Marić, Mašić |
| 9 décembre 2012 20 h 15 | Laura Steinbach 9 | (16 - 13)    | Tatiana Khmirova 6 | Centre sportif SPENS, Novi Sad Affluence : 600 Arbitrage : Marić, Mašić |
| 9 décembre 2012 20 h 15 | ×3                | [PDF]Rapport | ×3                 | Centre sportif SPENS, Novi Sad Affluence : 600 Arbitrage : Marić, Mašić |

| 11 décembre 2012 16 h 15 | Espagne          | 25 – 25      | Russie               | Centre sportif SPENS, Novi Sad Affluence : 800 Arbitrage : Crnojević, Kostecki-Radić |
| 11 décembre 2012 16 h 15 | Carmen Martín 11 | (13 – 14)    | Lioudmila Postnova 7 | Centre sportif SPENS, Novi Sad Affluence : 800 Arbitrage : Crnojević, Kostecki-Radić |
| 11 décembre 2012 16 h 15 | ×1 ×3            | [PDF]Rapport | ×3 ×1                | Centre sportif SPENS, Novi Sad Affluence : 800 Arbitrage : Crnojević, Kostecki-Radić |

| 11 décembre 2012 18 h 15 | Allemagne         | 27 – 20      | Monténégro           | Centre sportif SPENS, Novi Sad Affluence : 1 000 Arbitrage : Charlotte et Julie Bonaventura |
| 11 décembre 2012 18 h 15 | Laura Steinbach 7 | (14 – 9)     | Katarina Bulatović 6 | Centre sportif SPENS, Novi Sad Affluence : 1 000 Arbitrage : Charlotte et Julie Bonaventura |
| 11 décembre 2012 18 h 15 | ×3                | [PDF]Rapport | ×3                   | Centre sportif SPENS, Novi Sad Affluence : 1 000 Arbitrage : Charlotte et Julie Bonaventura |

| 11 décembre 2012 20 h 15 | Hongrie          | 25 – 19      | Roumanie         | Centre sportif SPENS, Novi Sad Affluence : 1 200 Arbitrage : Gousko, Repkin |
| 11 décembre 2012 20 h 15 | Orsolya Vérten 7 | (14 – 12)    | Neagu, Nechita 6 | Centre sportif SPENS, Novi Sad Affluence : 1 200 Arbitrage : Gousko, Repkin |
| 11 décembre 2012 20 h 15 | ×3 ×2            | [PDF]Rapport | ×3 ×1            | Centre sportif SPENS, Novi Sad Affluence : 1 200 Arbitrage : Gousko, Repkin |

| 13 décembre 2012 16 h 15 | Espagne            | 23 – 27      | Monténégro           | Centre sportif SPENS, Novi Sad Affluence : 1 200 Arbitrage : Brehmer, Skowronek |
| 13 décembre 2012 16 h 15 | Begoña Fernández 7 | (16 – 13)    | Katarina Bulatović 6 | Centre sportif SPENS, Novi Sad Affluence : 1 200 Arbitrage : Brehmer, Skowronek |
| 13 décembre 2012 16 h 15 | ×4                 | [PDF]Rapport | ×4 ×7                | Centre sportif SPENS, Novi Sad Affluence : 1 200 Arbitrage : Brehmer, Skowronek |

| 13 décembre 2012 18 h 15 | Allemagne         | 25 – 23      | Roumanie             | Centre sportif SPENS, Novi Sad Affluence : 1 200 Arbitrage : Opava, Válek |
| 13 décembre 2012 18 h 15 | Laura Steinbach 8 | (16 - 9)     | Vădineanu, Nechita 7 | Centre sportif SPENS, Novi Sad Affluence : 1 200 Arbitrage : Opava, Válek |
| 13 décembre 2012 18 h 15 | ×3                | [PDF]Rapport | ×4 ×2 ×1             | Centre sportif SPENS, Novi Sad Affluence : 1 200 Arbitrage : Opava, Válek |

| 13 décembre 2012 20 h 15 | Hongrie               | 25 – 31      | Russie            | Centre sportif SPENS, Novi Sad Affluence : 1 200 Arbitrage : Crnojević, Kostecki-Radić |
| 13 décembre 2012 20 h 15 | Viktória Rédei Soós 5 | (11-13)      | Ekaterina Ilina 7 | Centre sportif SPENS, Novi Sad Affluence : 1 200 Arbitrage : Crnojević, Kostecki-Radić |
| 13 décembre 2012 20 h 15 | ×3 ×2                 | [PDF]Rapport | ×3 ×4             | Centre sportif SPENS, Novi Sad Affluence : 1 200 Arbitrage : Crnojević, Kostecki-Radić |

## Tour final
Le tour final se dispute à la Belgrade Arena.

### Tableau
|  | Demi-finales          | Demi-finales          |                        |     | Finale                | Finale                |
|  | Demi-finales          | Demi-finales          |                        |     | Finale                | Finale                |
|  |                       |                       |                        |     |                       |                       |
|  | 15 décembre, Belgrade | 15 décembre, Belgrade |                        |     | 16 décembre, Belgrade | 16 décembre, Belgrade |
|  | 15 décembre, Belgrade | 15 décembre, Belgrade |                        |     | 16 décembre, Belgrade | 16 décembre, Belgrade |
|  | Norvège               | 30                    |                        |     | 16 décembre, Belgrade | 16 décembre, Belgrade |
|  | Norvège               | 30                    |                        |     | 16 décembre, Belgrade | 16 décembre, Belgrade |
|  | Hongrie               | 19                    |                        |     | 16 décembre, Belgrade | 16 décembre, Belgrade |
|  | Hongrie               | 19                    | Norvège                | 310 |                       |                       |
|  | 15 décembre, Belgrade |                       | Norvège                | 310 |                       |                       |
|  |                       | Monténégro            | 34a2p                  |     |                       |                       |
|  | Serbie                | Monténégro            | 34a2p                  | 26  |                       |                       |
|  | Serbie                |                       |                        | 26  |                       |                       |
|  | Monténégro            | 27                    |                        |     |                       |                       |
|  | Monténégro            | 27                    | Match pour la 3e place |     |                       |                       |
|  |                       |                       |                        |     |                       |                       |
|  | 16 décembre, Belgrade |                       |                        |     |                       |                       |
|  |                       |                       |                        |     |                       |                       |
|  | Hongrie               | 41ap                  |                        |     |                       |                       |
|  | Hongrie               | 41ap                  |                        |     |                       |                       |
|  | Serbie                | 380                   |                        |     |                       |                       |
|  | Serbie                | 380                   |                        |     |                       |                       |

### Demi-finales
| 15 décembre 2012 14 h 30 | Norvège                  | 30 – 19      | Hongrie         | Belgrade Arena, Belgrade Affluence : 5 000 Arbitrage : Charlotte et Julie Bonaventura |
| 15 décembre 2012 14 h 30 | Edin, Riegelhuth Koren 6 | (16 - 11)    | Anita Görbicz 6 | Belgrade Arena, Belgrade Affluence : 5 000 Arbitrage : Charlotte et Julie Bonaventura |
| 15 décembre 2012 14 h 30 | ×3 ×4                    | [PDF]Rapport | ×3              | Belgrade Arena, Belgrade Affluence : 5 000 Arbitrage : Charlotte et Julie Bonaventura |

| 15 décembre 2012 17 h 00 | Serbie              | 26 – 27      | Monténégro        | Belgrade Arena, Belgrade Affluence : 13 000 Arbitrage : Zigmars Stolarovs , Renars Licis |
| 15 décembre 2012 17 h 00 | Biljana Filipović 7 | (14 - 13)    | Milena Knežević 8 | Belgrade Arena, Belgrade Affluence : 13 000 Arbitrage : Zigmars Stolarovs , Renars Licis |
| 15 décembre 2012 17 h 00 | ×3 ×4               | [PDF]Rapport | ×4 ×3             | Belgrade Arena, Belgrade Affluence : 13 000 Arbitrage : Zigmars Stolarovs , Renars Licis |

### Finale
| 16 décembre 2012 17 h 00 | Norvège          | 31 – 34 (ap)                      | Monténégro         | Belgrade Arena, Belgrade Affluence : 10 000 Arbitrage : Andreu Marín, Ignacio García |
| 16 décembre 2012 17 h 00 | Ida Alstad 11    | (11 – 12, 24 - 24)                | Milena Knežević 10 | Belgrade Arena, Belgrade Affluence : 10 000 Arbitrage : Andreu Marín, Ignacio García |
| 16 décembre 2012 17 h 00 | Prol. : 4-4, 3-6 |                                   |                    | Belgrade Arena, Belgrade Affluence : 10 000 Arbitrage : Andreu Marín, Ignacio García |
| 16 décembre 2012 17 h 00 | ×3 ×2            | [PDF]Rapport Déroulement et stats | ×4 ×7              | Belgrade Arena, Belgrade Affluence : 10 000 Arbitrage : Andreu Marín, Ignacio García |

### Match pour la3eplace
| 16 décembre 2012 14 h 30 | Hongrie               | 41 – 38 (ap)       | Serbie                         | Belgrade Arena, Belgrade Affluence : 11 000 Arbitrage : Andrei Gousko, Siarhei Repkin |
| 16 décembre 2012 14 h 30 | Viktória Rédei Soós 9 | (21 – 19, 33 - 33) | Lekić, Ognjenović, Filipović 7 | Belgrade Arena, Belgrade Affluence : 11 000 Arbitrage : Andrei Gousko, Siarhei Repkin |
| 16 décembre 2012 14 h 30 | Prol. : 8-5           |                    |                                | Belgrade Arena, Belgrade Affluence : 11 000 Arbitrage : Andrei Gousko, Siarhei Repkin |
| 16 décembre 2012 14 h 30 | ×4 ×1                 | [PDF]Rapport       | ×4                             | Belgrade Arena, Belgrade Affluence : 11 000 Arbitrage : Andrei Gousko, Siarhei Repkin |

### Match pour la5eplace
| 15 décembre 2012 12 h 00 | Danemark             | 32-30         | Russie     | Belgrade Arena, Belgrade Affluence : 800 Arbitrage : Marić, Mašić |
| 15 décembre 2012 12 h 00 | Nørgaard, Burgaard 8 | (15-15)       | Anna Sen 6 | Belgrade Arena, Belgrade Affluence : 800 Arbitrage : Marić, Mašić |
| 15 décembre 2012 12 h 00 | ×3 ×5                | [PDF] Rapport | ×3         | Belgrade Arena, Belgrade Affluence : 800 Arbitrage : Marić, Mašić |

## Classement final
| Classement                 | Pays         |
| -------------------------- | ------------ |
| Médaille d'or, Europe      | Monténégro   |
| Médaille d'argent, Europe  | Norvège      |
| Médaille de bronze, Europe | Hongrie      |
| 4                          | Serbie       |
| 5                          | Danemark     |
| 6                          | Russie       |
| 7                          | Allemagne    |
| 8                          | Suède        |
| 9                          | France       |
| 10                         | Roumanie     |
| 11                         | Espagne      |
| 12                         | Rép. tchèque |
| 13                         | Croatie      |
| 14                         | Ukraine      |
| 15                         | Islande      |
| 16                         | Macédoine    |

Les deux premières places qualificatives pour le championnat du monde 2013 sont ainsi attribuées au Monténégro et à la Norvège. Toutefois, la Norvège étant déjà qualifiée en tant que championne du monde en titre, la seconde place qualificative profite donc à la Hongrie. Par ailleurs, la Serbie, 4e, est également qualifiée en tant que pays organisateur.

## Statistiques et récompenses

### Équipe-type
À l'issue du tournoi, l'équipe-type du tournoi a été désignée :
- Meilleure joueuse (MVP) :  Anja Edin (34/61, 56 %)
- Meilleure gardienne de but :  Katrine Lunde Haraldsen (99/247, 40 %)
- Meilleure ailière gauche :  Polina Kouznetsova (26/39, 67 %)
- Meilleure arrière gauche :  Sanja Damnjanović (29/63, 46 %)
- Meilleure demi-centre :  Andrea Lekić (33/57, 58 %)
- Meilleure pivot :  Heidi Løke (29/47, 62 %)
- Meilleure arrière droite :  Katarina Bulatović (56/119, 47 %)
- Meilleure ailière droite :  Jovanka Radičević (40/61, 66 %)
- Meilleure défenseuse :  Anja Althaus

### Statistiques
| Rang | Joueuse            | Sélection  | Buts | Tirs | %      | MJ | Moy |
| ---- | ------------------ | ---------- | ---- | ---- | ------ | -- | --- |
| 1    | Katarina Bulatović | Monténégro | 56   | 119  | 47,1 % | 8  | 7,0 |
| 2    | Anita Görbicz      | Hongrie    | 41   | 70   | 58,6 % | 7  | 5,9 |
| 2    | Milena Knežević    | Monténégro | 41   | 87   | 47,1 % | 8  | 5,1 |
| 4    | Jovanka Radičević  | Monténégro | 40   | 61   | 65,6 % | 8  | 5,0 |
| 5    | Linn Jørum Sulland | Norvège    | 39   | 76   | 51,3 % | 8  | 4,9 |
| 6    | Ann Grete Nørgaard | Danemark   | 37   | 51   | 72,5 % | 7  | 5,3 |
| 6    | Zsuzsanna Tomori   | Hongrie    | 37   | 66   | 56,1 % | 7  | 5,3 |
| 8    | Anja Edin          | Norvège    | 34   | 61   | 55,7 % | 8  | 4,3 |
| 9    | Isabelle Gulldén   | Suède      | 33   | 56   | 58,9 % | 6  | 5,5 |
| 9    | Laura Steinbach    | Allemagne  | 33   | 56   | 58,9 % | 6  | 5,5 |
| 9    | Andrea Lekić       | Serbie     | 33   | 57   | 57,9 % | 8  | 4,1 |

| Rang | Joueuse                 | Sélection    | %      | Arrêts | Tirs | MJ | Moy. |
| ---- | ----------------------- | ------------ | ------ | ------ | ---- | -- | ---- |
| 1    | Katja Schülke           | Allemagne    | 40,5 % | 45     | 111  | 6  | 7,5  |
| 2    | Katrine Lunde Haraldsen | Norvège      | 40,1 % | 99     | 247  | 8  | 12,4 |
| 3    | Talida Tolnai           | Roumanie     | 38,0 % | 41     | 108  | 6  | 6,8  |
| 4    | Linda Pradel            | France       | 37,3 % | 22     | 59   | 6  | 3,7  |
| 5    | Katarina Tomašević      | Serbie       | 35,6 % | 98     | 275  | 8  | 12,3 |
| 6    | Clara Woltering         | Allemagne    | 35,3 % | 36     | 102  | 6  | 6,0  |
| 7    | Cecilia Grubbström      | Suède        | 35,1 % | 61     | 174  | 6  | 10,2 |
| 7    | Éva Kiss                | Hongrie      | 35,1 % | 34     | 97   | 8  | 4,3  |
| 7    | Marina Vukčević         | Monténégro   | 35,1 % | 34     | 97   | 8  | 4,3  |
| 10   | Paula Ungureanu         | Roumanie     | 34,9 % | 38     | 109  | 5  | 7,6  |
| 11   | Barbora Ranikova        | Rép. tchèque | 34,8 % | 77     | 221  | 6  | 12,8 |

## Effectifs des équipes sur le podium

### Championne d'Europe:Monténégro
L'effectif de l'équipe du Monténégro, championne d'Europe, est :
- Marina Vukčević
- Sonja Barjaktarović
- Radmila Miljanić
- Biljana Pavićević
- Jovanka Radičević
- Ana Ðokić
- Jelena Despotović
- Marija Jovanović
- Anđela Bulatović
- Andrea Klikovac
- Sara Vukčević
- Jasna Tošković
- Sandra Nikčević
- Suzana Lazović
- Katarina Bulatović
- Majda Mehmedović
- Milena Knežević

Entraîneur :
  Dragan Adžić (en)

### Vice-championne d'Europe:Norvège
L'effectif de l'équipe de Norvège, vice-championne d'Europe, est :
- Silje Solberg
- Katrine Lunde Haraldsen
- Karoline Næss
- Stine Bredal Oftedal
- Ida Alstad
- Heidi Løke
- Karoline Dyhre Breivang
- Kristine Lunde-Borgersen
- Anja Edin
- Marit Malm Frafjord
- Ida Bjørndalen
- Linn Jørum Sulland
- Linn-Kristin Riegelhuth Koren
- Linn Gossé
- Maja Jakobsen
- Camilla Herrem

Entraîneur :
 Þórir Hergeirsson

### Troisième:Hongrie
L'effectif de l'équipe de Hongrie, médaille de bronze, est :
- Orsolya Herr
- Éva Kiss
- Orsolya Vérten
- Zita Szucsánszki
- Anikó Kovacsics
- Melinda Vincze
- Anita Bulath
- Valéria Szabó
- Anita Görbicz
- Kinga Klivinyi
- Piroska Szamoránsky
- Viktória Rédei Soós
- Bernadett Bódi
- Klára Szekeres
- Mónika Kovacsicz
- Zsuzsanna Tomori
- Krisztina Triscsuk

Entraîneur :
 Karl Erik Bøhn (en)